# Dianthiphos
Dianthiphos is een geslacht van weekdieren uit de klasse van de Gastropoda (slakken).

## Soorten
- Dianthiphos bernardoi (Costa & Gomes, 1998)
- Dianthiphos electrum Watters, 2009